# Chiesa di Santa Margherita a Montici
La chiesa di Santa Margherita a Montìci è un luogo di culto cattolico che si trova a Firenze, sulla collina di Montìci, nei pressi del Pian dei Giullari.

## Storia e descrizione
Originariamente era una fortezza (la massiccia torre divenne poi il campanile merlato, che domina le valli dell'Arno e dell'Ema) edificata nel 1135 circa dagli Amidei, potente famiglia fiorentina che possedeva anche un'altra torre nel centro della città. Essa è dedicata a Santa Margherita d'Antiochia.
La chiesa fu consacrata nel 1240, dopo che nella zona, a quanto si dice, era stata scoperta dieci anni prima una "fonte miracolosa" che guariva da tutte le malattie; successivamente subì diversi interventi che la cambiarono ed ingrandirono. L'abside, che risale al Trecento, fu costruita proprio sulla torre originaria ed in essa si può vedere chiaramente lo stemma dell'Arte della Lana. Inoltre, una lapide del 1304 sulla sinistra, testimonia che nel 1296 nella chiesa c'era una Compagnia della Beata Vergine Maria, la quale si trasferì in Santa Reparata nel 1310 e, quando essa fu distrutta, fece qui ritorno col nome di Compagnia dell'Assunta. Nel 1313 la chiesa e tutto il colle di Montici subirono l'attacco di Arrigo VII di Lussemburgo e di nuovo nel 1529 durante il celebre assedio di Firenze, durato dal 14 ottobre del 1529 fino alla resa onorevole della città alle truppe imperiali di Carlo V d'Asburgo, che fu firmata proprio in questa chiesa il 12 agosto del 1530. Firenze mantenne la propria indipendenza, non più in forma repubblicana, bensì di Ducato, con la restaurazione del potere dei  Medici, Ducato che divenne successivamente Granducato di Toscana con Cosimo I de' Medici. 
Le campane della chiesa furono costruite nella prima metà del Trecento (rifuse nel 1839); nel 1350 la chiesa passò al patronato Gherardini. Nello stesso anno fu anche teatro di un fatto di sangue: venne qui ucciso da ser Luca di Totto da Panzano, Carlo Gherardini per vendetta, dopo che, a sua volta, gli aveva ucciso nel 1346 il fratello Antonio Firidolfi da Panzano.
All'interno, ad unica navata con tetto a capriate, si conservano varie opere d'arte. Nell'abside è presente un crocifisso del Quattrocento che, in origine, si trovava nel convento di San Matteo in Arcetri e che fu al centro di un evento miracoloso: durante un grave periodo di siccità le suore, per chiedere l'intervento divino, lo immersero in fondo ad un pozzo asciutto, dopo averlo legato con una fune e, dopo poco, lo tirarono su bagnato. Quando le suore si trasferirono, il crocifisso trovò posto nella chiesa di Santa Margherita.
Nella chiesa si conservano la Santa Margherita e storie della sua vita e la Madonna col Bambino, opere del Maestro della Santa Cecilia databili tra fine Due ed inizio Trecento, un ciborio di Andrea Sansovino, una tavola con l'Assunta con le sante Margherita e Agata, attribuibile a Giovanni Brina e databile verso il 1580, e un Martirio di santa Margherita (XVII secolo). 
In sagrestia si conserva un prezioso piviale del Quattrocento e una lunetta con le Storie di Santa Margherita d'Antiochia, opera moderna del pittore fiorentino Gianni Oliveti.
Recentemente è stata restaurata sia nella facciata che all'interno.

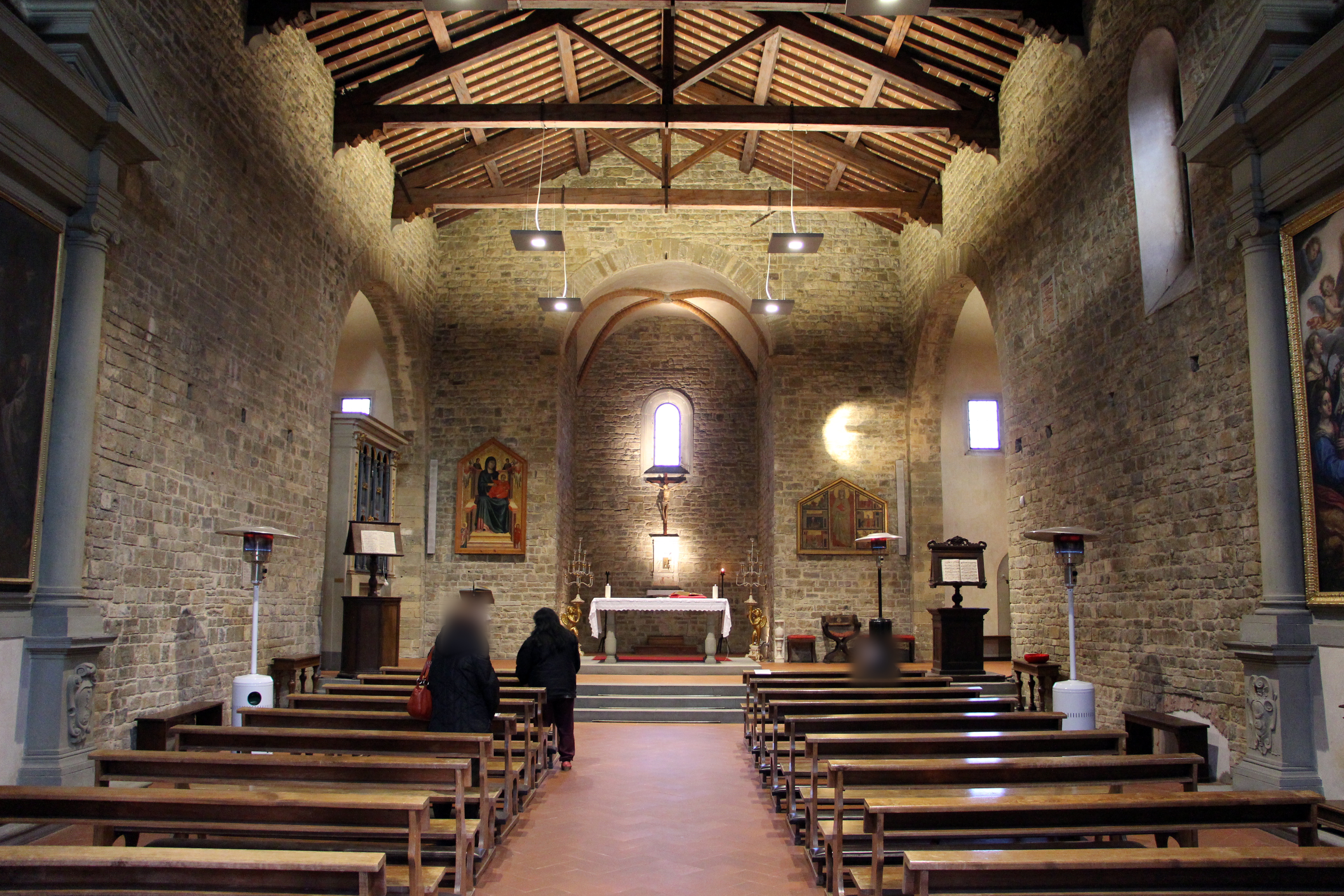
Interno
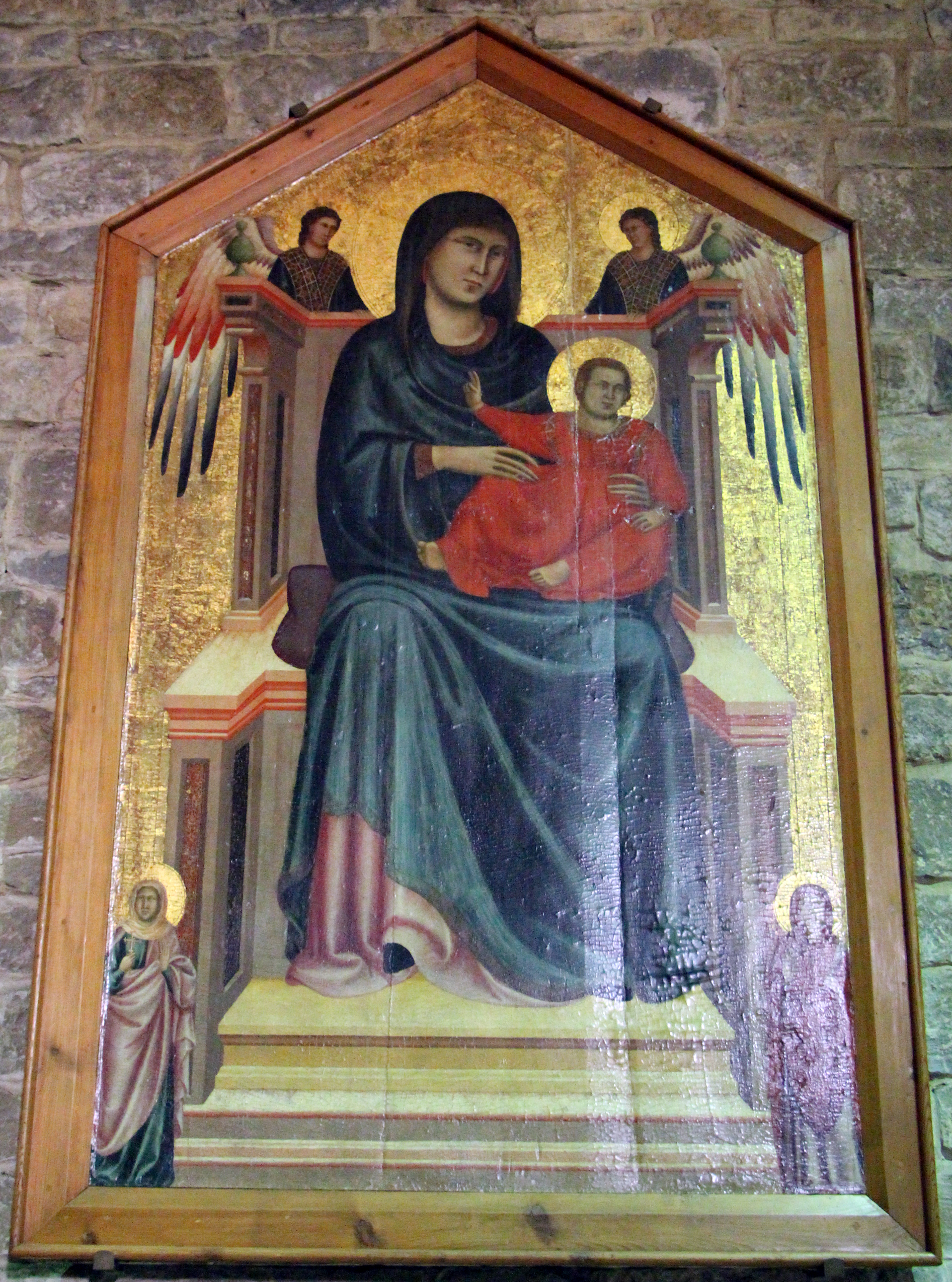
Maestro della Santa Cecilia, Maestà
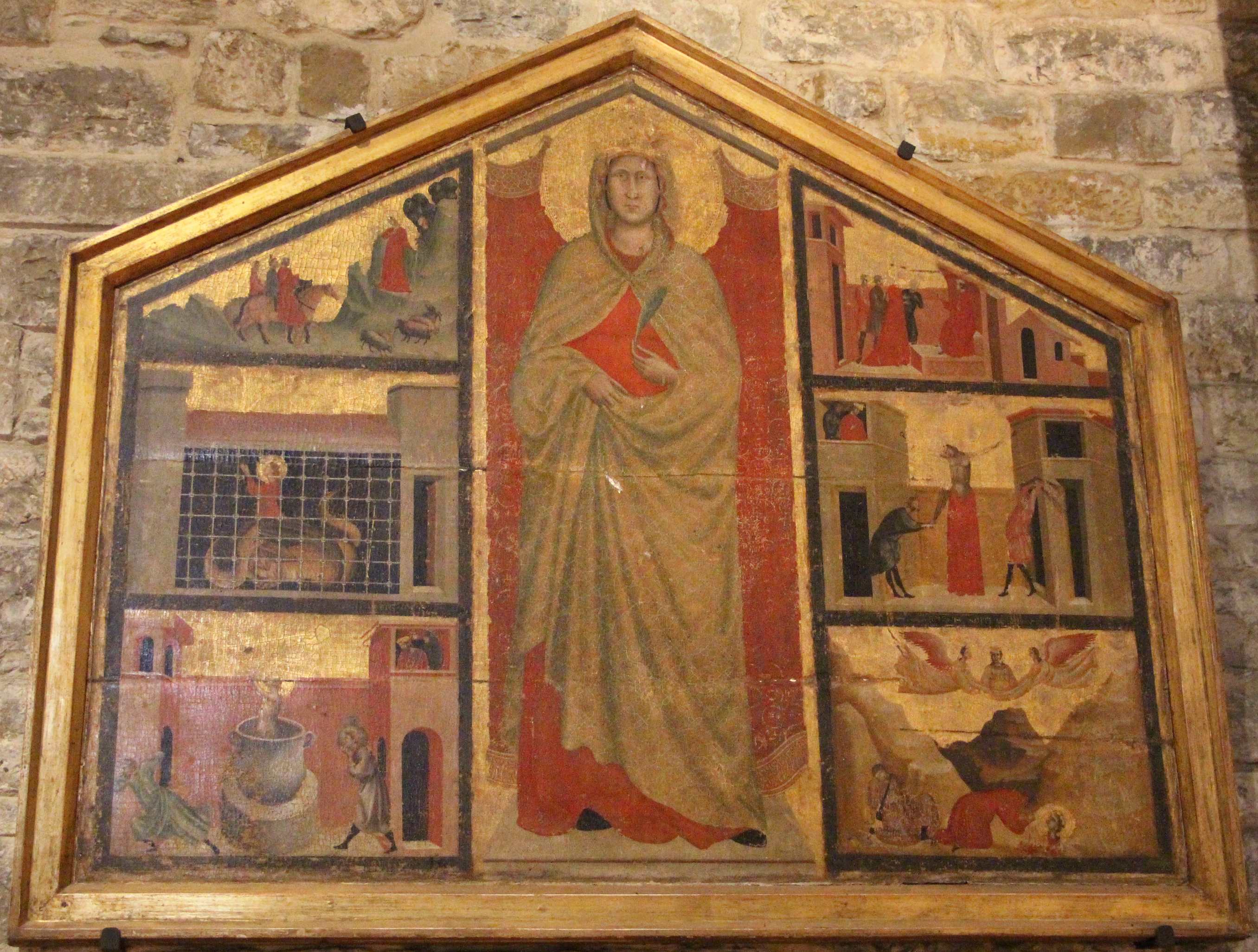
Maestro della Santa Cecilia, Santa Margheria
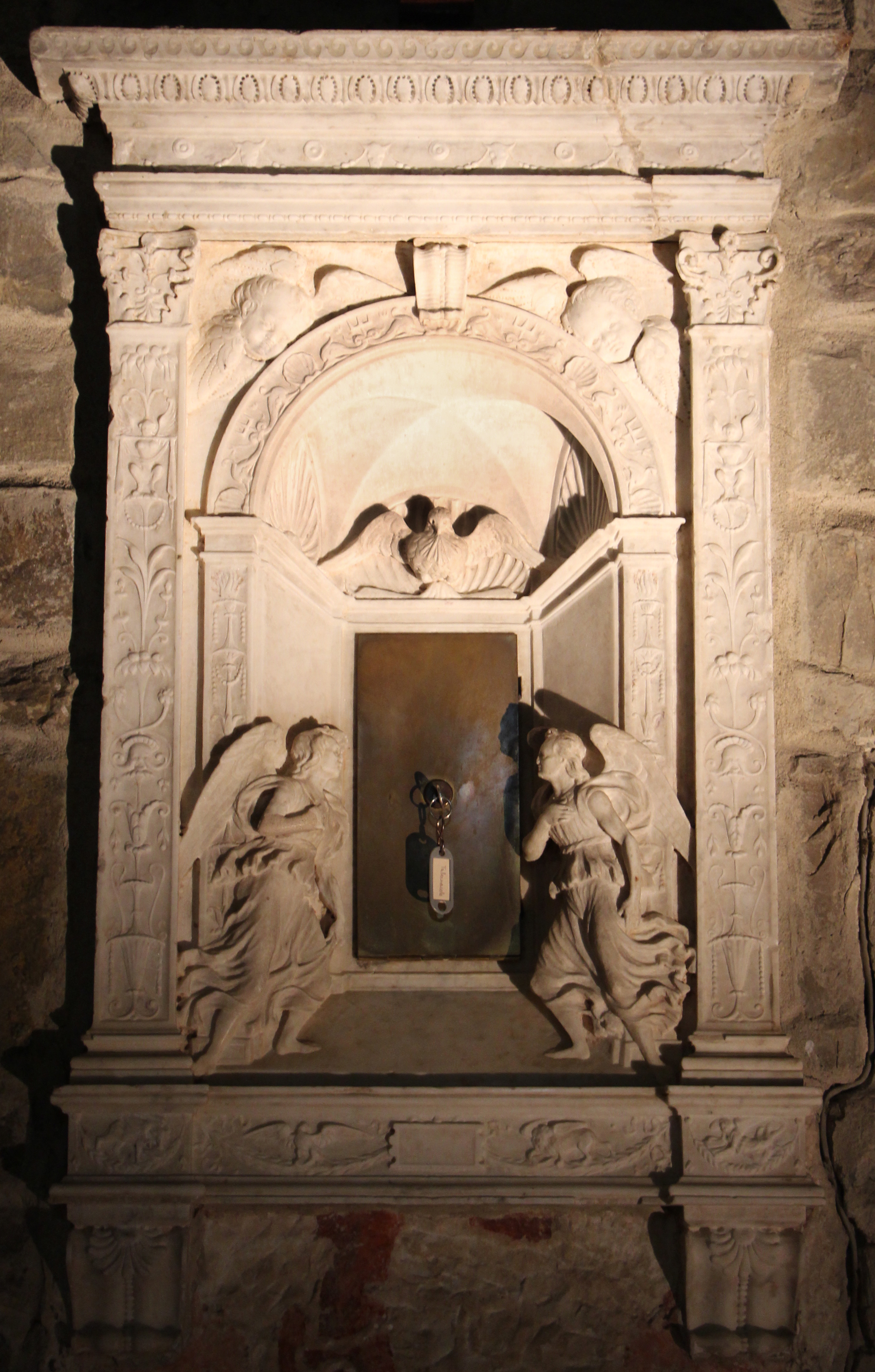
Il ciborio